# Armonía Rodríguez Lázaro
Armonía Rodríguez Lázaro, conocida por el pseudónimo Elsa Martín (Barcelona, 1 de junio de 1929-Premiá de Dalt, 13 de diciembre de 2020) fue una novelista, historietista y técnica editorial española .

## Biografía
Armonía Rodríguez Lázaro nació el 1 de junio de 1929 en Barcelona, donde la familia se había trasladado en 1925, pero pasó su infancia en Madrid. Era uno de los ocho hijos de Jesús Rodríguez y Manuela Lázaro. Su padre era un obrero anarquista, que fue perseguido por sus ideas políticas. Era hermana de Manola, esposa de Lozano Olivares  y del también escritor Jesús Rodríguez Lázaro.
Estudió la Diplomatura de Interpretación y Dirección por el Instituto del Teatro de Barcelona, y trabajó como actriz y directora artística.
Formó parte del equipo editorial de Bruguera durante los años cincuenta y sesenta, junto a Víctor Mora, Carlos Conti o José María Lladó, todos a las órdenes de Rafael González. Contrajo matrimonio con Víctor Mora. En la primera mitad de los setenta colaboró como guionista en la colección Joyas Literarias Juveniles.

## Obra
Historietística
| Años | Título                   | Dibujante            | Tipo       | Publicación                         |
| ---- | ------------------------ | -------------------- | ---------- | ----------------------------------- |
| 1963 | Celia                    |                      | Serial     | Bruguera                            |
| 1970 | Historia de dos ciudades | José María Casanovas | Monografía | Joyas Literarias Juveniles, núm. 3  |
| 1971 | Rob Roy                  | Edmond               | Monografía | Joyas Literarias Juveniles, núm. 11 |

Literaria
| Año  | Título                                     | Tipo | Editorial |
| ---- | ------------------------------------------ | ---- | --------- |
| 1982 | De monja a militar                         |      |           |
| 1986 | Dramatització, activitat lúdica a l'escola |      |           |
| 1989 | Teatro fantástico                          |      |           |